# چیولو هیلز
چیولو هیلز نام رشته‌کوهی در شرق کنیا است که در راستای شمال غربی-جنوب شرقی کشیده شده و میدان آتشفشانی به درازای ۱۰۰ کیلومتر پدیدآورده است. بلندترین قلهٔ آن ۲۱۸۸ متر بلندی دارد.
نزدیک به ۱٫۴ میلیون سال پیش فعالیت‌های آتشفشانی منطقه آغاز شد و تا به امروز به سمت جنوب شرق گسترش پیدا کرده‌است. این آتشفشان‌ها، فعال دانسته می‌شوند چون دو فوران آخر آنها (شایتانی و چاینو) در سال ۱۸۵۶ صورت گرفته‌است. در میان تپه‌ها، غار لویاتان قرار دارد که یکی از درازترین دالان گدازه‌ها در جهان است.